# Ardimos
"Ardimos" es el tercer álbum de estudio de la banda de rock argentina Estelares. El material, que contó con el debut como productor de Juanchi Baleirón en la banda, contiene una lista de 15 canciones y fue publicado en noviembre del año 2003.

## Lista de canciones
El álbum contiene catorce canciones propias de la banda y un cover del tema "Birds" de Neil Young.

| N.º | Título             | Duración |  |
| 1.  | «Bienvenida»       | 02:55    |  |
| 2.  | «Moneda corriente» | 03:33    |  |
| 3.  | «De la Hoya»       | 03:44    |  |
| 4.  | «Virginia»         | 03:06    |  |
| 5.  | «Patinar»          | 04:00    |  |
| 6.  | «La coupé roja»    | 03:23    |  |
| 7.  | «Mariposas»        | 03:37    |  |
| 8.  | «Feliz»            | 04:49    |  |
| 9.  | «América»          | 03:50    |  |
| 10. | «En la habitación» | 02:55    |  |
| 11. | «Mis ideas»        | 03:13    |  |
| 12. | «I'm lucky man»    | 03:24    |  |
| 13. | «Disco pub»        | 04:17    |  |
| 14. | «Estrella»         | 04:34    |  |
| 15. | «Birds»            | 02:19    |  |

## Videoclips
El disco contiene los videos oficiales de los temas "Moneda corriente", "De la Hoya" y "En la Habitación".